# Massacri della Glacière

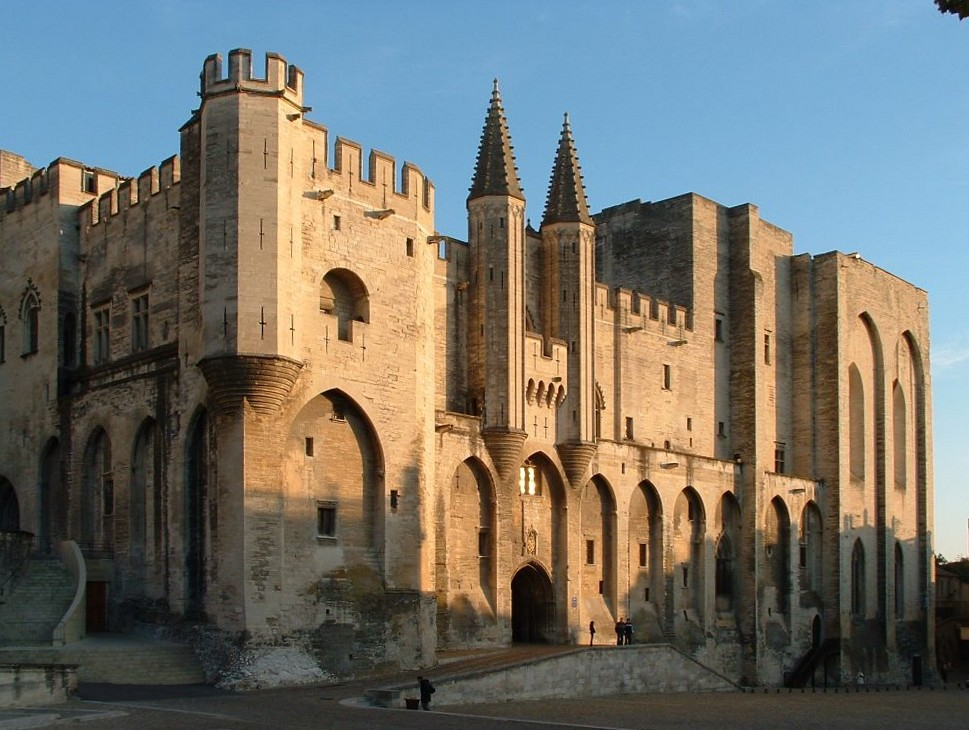
Il Palazzo dei Papi ad Avignone

I massacri della Glacière, avvenuti ad Avignone nei giorni 16 e 17 ottobre 1791, sono un dramma che si consumò durante i primi anni della Rivoluzione francese.

## Storia
I rivoluzionari di Avignone – il cui territorio era allora feudo dello Stato pontificio – avevano espulso il vicelegato pontificio il 12 giugno 1790 e votato l'unione con la Francia, sollevando la reazione di parte della popolazione rimasta fedele al governo pontificio. L'Assemblea costituente preferì evitare contrasti con il papa, rimettendo la decisione al re Luigi XVI, competente nelle questioni diplomatiche.
La proposta degli avignonesi fu respinta, ma i disordini che a lungo seguirono fra i due diversi partiti, quello dei rivoluzionari e quello degli aristocratici e del clero refrattario – incoraggiati da presunte e ripetute lacrimazioni della locale statua della Madonna dei Cordiglieri – portarono a una grave tragedia: l'amministratore Lescuyer, sospettato senza fondamento di aver predisposto il sequestro dei beni papali, nell'ottobre del 1791 fu linciato da una folla di controrivoluzionari; fra questi, si ritenne vi fosse anche l'ex-sindaco della città. 
Per rappresaglia circa sessanta persone furono rinchiuse nella Glacière, una delle torri del Palazzo dei Papi di Avignone, per iniziativa del capo rivoluzionario Mathieu Jouve Jourdan e qui massacrate e mutilate. Alcune delle vittime furono uccise dal figlio sedicenne di Lescuyer.  Il Jourdan sarà giudicato da un tribunale rivoluzionario, amnistiato nel 1792 su pressione del partito giacobino e infine giustiziato il 27 maggio 1794.